# کوین ای. فورد
کوین ای. فورد (به انگلیسی: Kevin A. Ford) فضانورد اهل کشور ایالات متحده آمریکا است که در ۷ ژوئیهٔ ۱۹۶۰ میلادی در پورتلند، ایندیانا زاده شد. وی در مأموریت اس‌تی‌اس-۱۲۸، سایوز تی‌ام‌ای-۰۶ام، اکسپدییشن ۳۳، اکسپدییشن ۳۴ حضور داشته است.